# Baloncesto Fuenlabrada 2005-2006
Questa voce raccoglie le informazioni riguardanti il Baloncesto Fuenlabrada nelle competizioni ufficiali della stagione 2005-2006.

## Stagione
La stagione 2005-2006 del Baloncesto Fuenlabrada è l'8ª nel massimo campionato spagnolo di pallacanestro, la Liga ACB.
All'inizio della nuova stagione la Federazione decise di abolire la distinzione riguardo ai giocatori comunitari, estendendo la classificazione a tutti i Paesi appartenenti alla FIBA Europe.

## Roster
Aggiornato al 31 gennaio 2025.
| Alta Gestión Fuenlabrada 2005-06 | Alta Gestión Fuenlabrada 2005-06 |
| Giocatori                        | Staff tecnico                    |
| -------------------------------- | -------------------------------- |

| N. | Naz.                                        | Ruolo | Nome             | Anno | Alt.   | Peso   |  |
| -- | ------------------------------------------- | ----- | ---------------- | ---- | ------ | ------ |  |
| 4  | Stati Uniti (bandiera)                      | AG    | Jawad Williams   | 1983 | 205 cm | 102 kg |  |
| 5  | Lettonia (bandiera)                         | G     | Aigars Vītols    | 1976 | 194 cm | 94 kg  |  |
| 6  | Stati Uniti (bandiera) · Francia (bandiera) | AP    | Danny Strong     | 1975 | 198 cm |        |  |
| 8  | Spagna (bandiera)                           | AC    | Salvador Guardia | 1974 | 206 cm | 120 kg |  |
| 9  | Stati Uniti (bandiera)                      | C     | Tom Wideman      | 1976 | 209 cm | 118 kg |  |
| 10 | Spagna (bandiera)                           | P     | Ferran López     | 1971 | 188 cm | 88 kg  |  |
| 11 | Portogallo (bandiera)                       | AG    | Sérgio Ramos     | 1975 | 200 cm | 95 kg  |  |
| 12 | Spagna (bandiera)                           | AG    | Jorge García     | 1977 | 203 cm | 104 kg |  |
| 13 | Spagna (bandiera)                           | G     | Francesc Solana  | 1972 | 198 cm |        |  |
| 20 | Spagna (bandiera)                           | P     | David Gil        | 1978 | 188 cm |        |  |
| 21 | Spagna (bandiera)                           | AP    | Saúl Blanco      | 1985 | 196 cm | 90 kg  |  |
| 23 | Spagna (bandiera)                           | P     | Sergio Sánchez   | 1981 | 189 cm | 82 kg  |  |
| 25 | Stati Uniti (bandiera)                      | AC    | Norman Nolan     | 1976 | 202 cm | 112 kg |  |
| 25 | Spagna (bandiera)                           | C     | Javi Vega        | 1988 | 205 cm | 97 kg  |  |
| 25 | Spagna (bandiera)                           | G     | Rubén Martínez   | 1988 | 196 cm |        |  |
| 31 | Stati Uniti (bandiera)                      | AC    | Casey Calvary    | 1979 | 203 cm | 104 kg |  |

| Allenatore                                                           |
| - Luis Casimiro                                                      |
| Assistente/i                                                         |
| - Mariano Arasa Legenda - (C) Capitano - (IN) Inattivo - Infortunato |

## Mercato

### Sessione estiva
| Acquisti | Acquisti       | Acquisti         | Acquisti   | Acquisti |
| R.a      | Nome           | da               | Modalità   |          |
| -------- | -------------- | ---------------- | ---------- | -------- |
| P        | Sergio Sánchez | Ciudad de Huelva | svincolato |          |
| G        | Aigars Vītols  | Ventspils        | svincolato |          |
| AP       | Saúl Blanco    | Gijón            | svincolato |          |
| AP       | Danny Strong   | BCM Gravelines   | svincolato |          |
| AG       | Sérgio Ramos   | Lleida           | svincolato |          |
| AC       | Norman Nolan   | Pall. Varese     | svincolato |          |

| Cessioni | Cessioni       | Cessioni     | Cessioni       | Cessioni |
| R.       | Nome           | a            | Modalità       |          |
| -------- | -------------- | ------------ | -------------- | -------- |
| G        | Rubén Quintana | Bilbao Berri | fine contratto |          |
| AP       | Paco Martín    |              | ritirato       |          |
| A        | Sergio Pérez   | Murcia       | fine contratto |          |
| AG       | Jan Martín     | P. Castellón | fine contratto |          |
| AC       | Rodney Elliott | Beşiktaş     | fine contratto |          |

### Dopo l'inizio della stagione
| Acquisti | Acquisti       | Acquisti           | Acquisti         | Acquisti   |
| R.       | Nome           | da                 | Data             | Modalità   |
| -------- | -------------- | ------------------ | ---------------- | ---------- |
| AG       | Jawad Williams | Free agent         | 10 novembre 2005 | definitivo |
| AC       | Casey Calvary  | Townsv. Crocodiles | 31 marzo 2006    | definitivo |

| Cessioni | Cessioni       | Cessioni        | Cessioni         | Cessioni    |
| R.       | Nome           | a               | Data             | Modalità    |
| -------- | -------------- | --------------- | ---------------- | ----------- |
| P        | David Gil      | Breogán         | ottobre 2005     | rescissione |
| AC       | Norman Nolan   | Free agent      | 10 novembre 2005 | rescissione |
| AG       | Jawad Williams | Fayet. Patriots | marzo 2006       | rescissione |